# 王澍 (正統進士)
王澍（1413年—15世紀），字時潤，河南開封府蘭陽縣（今蘭考縣）人，明朝政治人物。

## 生平
王澍中式宣德十年（1435年）乙卯科顺天府鄉試第六十七名舉人，正統元年（1436年）聯捷丙辰會試第三十六名，二甲第八名進士，正統二年（1437年）獲授行在戶部主事，陞任郎中往蘇松監督賦稅，上奏軍民利病三十六事，獲明英宗嘉納，而戶部尚書金濂也對他另眼相看；之後他外任萊州知府，到任後立刻上即陳民情七事，忤逆按察使獲罪入獄三年，前後申訴十一篇奏章，改寧國府，不久被勒令冠帶閒住，因此致仕回鄉，以詩文自娛。

## 家族
曾祖王萬里，元朝醫學教諭。王澍的祖父王乾福由徐州遷居至蘭陽，擅長醫術，是本縣醫學訓科。父親王巽繼承事業，自欽天監司曆官至春官正。嫡母陳氏，生母李氏。具慶下。兄王泽，弟王涛。娶孫氏。
子王璿，是弘治十七年舉人。

## 引用
1. 1 2  民國《蘭陽縣志·卷七·人物志》：王澍 字時潤，祖乾福自徐州徙蘭，善醫卜；父巽世其業，由司曆至春官正。澍力學，登正統初進士，授戶部主事，歷郎中，督賦蘇松，上軍民利病三十六事，多見嘉納，尚書金公濂大奇之；出守萊州，到任即陳民情七事，忤提刑意坐繫三年，前後凡上狀疏十一章，改知寧國，旋致仕，優游田里，詩文自娛，時望歸焉。子璿，弘治甲子鄉試。
2. ↑  民國《蘭陽縣志·卷六·選舉志》：明進士……王澍 正統元年登第，官至寧國府知府……舉人 明……宣德十年乙卯科一名 王澍 字時潤，易中順天鄉試聯第
3. ↑  《明英宗睿皇帝實錄·卷三十三》：（正統二年八月）：癸亥擢進士侯潤為行在禮科給事中，相佐行在兵科給事中，王澍行在戶部主事，謝輔行在禮部主事，蕭維禎行在刑部主事，李春林灝行在兵部主事，區賢戶部主事。
4. ↑  《明英宗睿皇帝實錄·卷二百七十七》：（天順元年四月丙午）命……鎮江等府知府白仲賢、王澍、……俱冠帶閒住。
5. ↑  《正統元年丙辰科進士登科錄》